# مقاطعة هرجيسا
مقاطعة هرجيسا (بالصومالية: Degmada Hargeysa)‏ هي مقاطعة في محافظة مرودي جيح (وقويي جالبيد سابقا) في أرض الصومال، عاصمتها هرجيسا، وتضم مدنا وبلدات أخرى منها دعربطق.

## روابط خارجية
- الخريطة الإدارية لمقاطعة هرجيسا